# گشت (سراوان)
گُشت شهری در بخش مرکزی شهرستان سراوان استان سیستان و بلوچستان ایران است.

## موقعیت
شهر گشت ما بین دو شهرستان سراوان و خاش و در مسیر جاده ایی این دو شهر قرار دارد. از طرف جنوب شرقی به شهرستان سراوان با مسافت ۷۲ کیلومتر، از طرف شمال غربی به شهرستان خاش با مسافت ۹۵ کیلومتر، از طرف جنوب غربی به دهستان پسکوه با مسافت ۴۰ کیلومتر و از طرف شرق به دهستان ناهوک با مسافت ۴۰ کیلومتر و جالق با مسافت ۷۵ کیلومتر محدود است، در طول جغرافیایی ۶۱ درجه و ۵۷ دقیقه شرقی و عرض جغرافیایی ۲۷ درجه و ۴۷ دقیقه شرقی قرار دارد، ارتفاع آن از سطح دریا ۱۴۵۰متر است.
گشت هم‌مرز خارجی دارد و هم‌مرز داخلی مرز خارجی با پاکستان و مرز داخلی بین منطقهٔ سرحد و مکران.

## مردم
اکثریت ساکنین شهر دارای قومیت بلوچ از طایفه حسین‌بُر و آبادی‌های اطراف از طایفه گمشادزهی است البته در سالیان اخیر به علت رشد امکانات شهری جمعیت مهاجر زیادی به شهر گشت آمده از جمله تیره درازهی (تیره ایی از طایفه یاراحمدزهی یا شهنوازی) و جمعیت زیادی از بلوچ‌های زابل، و همچنین به علت وجود مدرسه دینی مشهور و قدیمی گشت جمعیت زیادی از طلبه‌ها از شهرها و استان‌های دیگر نیز وارد شهر شده‌اند که بر جمعیت شهر گشت افزوده‌اند.
مردم شهر گشت از هوش و توانایی فوق العاده زیاد در میان اقوام جهان برخوردار هستند،تعداد زیادی تحصیل کرده در جهان و ایران دارد

### زبان و لهجه
اکثر مردم شهر گشت به زبان بلوچی گویش خاشی و لهجه گُشتی گویش می‌کنند اما گویش آن‌ها به علت آنکه در مرز سرحد و مکران واقع شده‌اند و قرابت فامیلی نزدیکی با اقوام ساکن در سرحد دارند، نسبت به سایر نقاط  شباهت بیشتری با گویش سرحدی دارد و کلمات مشترک زیادی با سرحدی‌ها دارند. (نگارخانه، تقسیم‌بندی گویش بلوچی)

### دین و مذهب
دین مردم شهر گشت اسلام و مذهبشان اهل سنت و جماعت حنفی اند.

### اقوام و نژادها
بیشتر اقوام ساکن گشت بلوچ و از طایفه‌های حسین‌بُر، گمشادزهی و شهنوازی هستند. اقوام دیگر ساکن در گشت شامل سیستانی‌ها و فارس‌ها می‌شود.

## امکانات شهری

### کتابخانه‌ها
- کتابخانه عمومی شهر گُشت
- کتابخانه حوزه علمیه عین‌العلوم[۳]

### پارک‌ها و فضای‌سبز
- پارک میرعمر
- پارک گواتام
- پارک گوادر
- پارک جوانان
- پارک لاله
- پارک وحدت

### ادارات
- شهرداری
- اداره آب و فاضلاب
- مخابرات
- دفتر خدمات پستی ICT و پست بانک
- نمایندگی آموزش و پرورش
- نمایندگی بهزیستی

### بهداشت و سلامت
- مرکز بهداشت شهر گُشت

### مدارس
دخترانه
- دبستان میقات
- دبستان کوثر
- دبستان حضرت معصومه
- دبیرستان دوره اول
- دبیرستان دوره دوم آرزو

پسرانه
- دبستان جلال آل احمد
- دبستان شهید سرگرد دهقان
- دبیرستان دوره اول شهید حسین‌بر
- دبیرستان دوره دوم امام جعفر صادق

### اماکن ورزشی
- زمین مینی چمن مصنوعی گشت سفلی
- سالن سرپوشیده مدرسه آرزو

## کشاورزی
شهر گشت با داشتن دو رشته قنات و دشت حاصلخیز یکی از قطب‌های کشاورزی استان سیستان و بلوچستان به‌شمار می‌رود تا جایی‌که وجود نخلستان‌های سر به فلک کشیده، درختان انار، پرتقال و دیگر محصولات کشاورزی این شهر را بهشت استان مبدل کرده‌است. شغل بیشتر مردم گشت، کشاورزی است که از این طریق امرار معاش می‌کنند اما در این برهه از زمان کشاورزان به مشکلات متعددی برخورد کرده‌اند که با مشقت فراوان روزگار را سپری می‌کنند.
به علت آتش‌سوزی‌های دو سال اخیر بیش از ۱۳۲۰نخل بارور، در سطحی قریب به ۳۰ هکتار از بین رفته‌است که متأسفانه در این زمینه هیچ کمکی به کشاورزان نشده و بسیاری از کشاورزان با از دست دادن نخل‌ها که تمام دارایی مردم این منطقه است، خسارت‌های زیادی را متحمل شده آمد.
با این وجود محصولات تولیدی حاصل از زراعت و باغداری مردم که بیشتر جنبه مصرف داخل دارند شامل:
- بادمجان
- کدو
- باقلا
- پیاز
- گوجه گیلاسی
- خرما
- انار
- ذرت
- گندم
- جو
- یونجه[۴]

### مشکلات
- نبود هیچ اداره دولتی
- خرده مالکی و سنتی بودن زمین‌های کشاورزی
- آتش‌سوزی
- عدم توجه مسئولین

## گردشگری
- سنگ نگاره‌های تاریخی گشت

سنگ‌نگاره‌های گشت واقع در رشته‌کوه سیاهان و بندیک به صورت پراکنده کشف شده‌اند و دارای قدمتی بالغ بر 10 تا 15 هزار سال هستند که راوی شرایط و وضعیت موجود باشد در آن دوران هستند صحنه شکار روایت رام کردن حیوانات جنگ‌های بشر ادعایی تیر و کمان و گونه‌های جانوری از تصاویر مهم و پیام‌های مهم حکاکی شده بر روی تابلوهای سنگی پیش از تاریخ این ناحیه است.
- گورستان تاریخی گشت

این گورستان در سال ۱۳۴۵ به شماره ۵۴۸ در فهرست آثار ملی ثبت شد، قدمت این گورستان بر ۲۵۰۰ سال تخمین زده شده‌است.
- قلعه گشت

این قلعه قدمتی بیش از ۷۰۰ سال دارد، در این قلعه
حاکمان محلی گشت سکونت داشتند
- تپه میرعمر

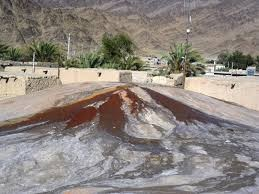
تپه نمکی میرعمر گُشت

این تپه ده متر از سطح زمین ارتفاع دارد، از دهانه تپه آب نمک بیرون می‌آید
- نخلستان گشت

این نخلستان با وسعت ۱۰۰ هکتار در مرکز شهر گشت قرار دارد
- تپه خاکی تُنپ

این تپه با ارتفاع ۳۵ متر از سطح زمین در شرق شهر گشت قرار دارد
- چشمه گوگردی جبار آباد

این چشمه در ۵ کیلومتری شرق شهر گشت واقع است
- مرزمانیک

در این مکان سنگ نگاره‌های تاریخی زیادی وجود دارد
- آبشار کوه سفید

آبشار کوه سفید گشت از دیدنی‌ترین آبشارهای سطح استان است و در منطقه ای بکر و توریستی قرار دارد، این آبشار دیدنی در ۹۰ کیلومتری شمال غرب شهر سراوان و در دل کوه سفید-گنج زیبای خفتهٔ بلوچستان- قرار داشته و ۷۰ متر ارتفاع دارد. این آبشار یکی از آبشارهای همیشه جاری شهرستان سراوان محسوب می‌گردد.
- دره بندیک

در این دره سنگ نگاره‌های تاریخی زیادی وجود دارد

## حوزه علمیه عین‌العلوم
از دیگر نماهایی که باعث شده نام گشت شهره عام و خاص گردد، حوزه علمیه عین‌العلوم آن است که قدمتی بیش از هفتاد سال دارد و سومین حوزه علمیه بلوچستان است که در سال ۱۳۵۸ توسط عالم و عارف بزرگ بلوچستان مولانا سید عبدالواحد گشتی معروف به (حضرت صاحب) تأسیس شد.

## ره‌آورد
- پیاز

این محصول در گذشته و امروزه زیاد کشت می‌شد، این به شهرهای خاش، زاهدان و سراوان صادر می‌شود
- صنایع دستی
- انار
- خرما
- غلات

گندم، جو، ذرت محصولاتی هستند که در گُشت کشت می‌شوند
- بنه کوهی و سقز
- بادام کوهی

- مرکبات

پرتقال، نارنگی، لیمو ترش، نارنج، گریپ‌فروت در گذشته زیاد مورد توجه بودند امروزه به دلیل نبود امکانات کافی برای صادرات این محصولات کمتر مورد توجه قرار گرفته‌است
- نمک (در گذشته)

## جمعیت
بر پایه سرشماری عمومی نفوس و مسکن در سال ۱۳۹۵ جمعیت این شهر ۴٬۹۹۲ تن (در ۱٬۵۶۱ خانوار) بوده‌است.

## محله‌ها
| - میرعمر - کلا - مسجد واجه - چوکسوچی - مسجد کَور - زورآباد | - بالادان - کوه شهیدان - شهرک امام حسین - شهرک امام حسن - شهرک امام ابوحنیفه |  |

## مشکلات شهری
- عدم وجود بانک و خودپرداز
- عدم وجود اداره ثبت‌احوال
- عدم وجود راه دسترسی مناسب روستایی
- بی‌توجهی به سنگ‌نگاره‌های تاریخی
- عدم وجود موزه محلی
- بی‌توجهی به کشاورزان و باغداران
- نابودی تدریجی نخلستان (آتش‌سوزی، قطع درختان، ساخت راه و …)
- نبود پمپ بنزین مناسب
- کمبود فضای آموزشی
- کمبود فضای ورزشی
- نبود نانوایی شبانه‌روزی
- پلیس راه نامناسب
- معابر فاقد روشنایی
- کمبود زمین برای ساخت مسکن
- نبود مدرسه شبانه‌روزی

## بازی‌های بومی-محلی
- اشکنتری (Eshkantari)

این بازی (ورزش) در گذشته بین نوجوانان و جوانان گُشت اهمیت زیادی داشته‌است و به مرور در حال فراموشی است
برای انجام این بازی به ۴ نفر و بیشتر (به‌صورت زوج) نیاز است
- جَو جَو (Jaw Jaw)

دور یک زمین مستطیلی یا مربعی شکل با گفتن جو جو با یک‌نفس می‌دوند و هر کس بیشتر دور زمین را با یک‌نفس بدود برنده است
برای انجام این بازی به بیشتر از ۲ نفر نیاز داریم
- چَوک (Chowk)

این بازی بیشتر شانسی است و همانند بازی منچ می‌باشد
- چینڈ (chind)

این بازی به وسیله سنگ‌های کوچک و هنر دست انجام می‌شود که با دو یا چند نفر صورت می‌گیرد و دارای مراحل می‌باشد که بیشتر در بین دختران خردسال رواج دارد.
- کپّگ (Kappag)

این بازی در بلوچستان محبوبیت زیادی دارد
- انجلاس یا انجلاس‌کی‌کی (Anjalaas)

این بازی روی درخت انجیر انجام می‌شود و بین کودکان و نوجوانان جذاب بود.
- کلوک‌شیطان (Kallok Sheytaan)

این بازی در گذشته بین کودکان و نوجوانان محبوبیت داشته‌است
- تَینْت (Taynt)

این بازی شبیه گرگم به هوا است
برای انجام بازی به یک نیم دایره کنار دیوار نیاز داریم
برای انجام بازی به ۴ نفر یا بیشتر (بصورت زوج) نیاز داریم
دو نفر در نیم دایره و دو نفر بیرون دایره را دنبال می‌کنند
- لَپّد (Lappad)

این بازی به‌صورت دو نفره و چند نفره انجام می‌شود و برای انجام این بازی نیاز به سنگ یا توپ کوچک هست

## نگارخانه

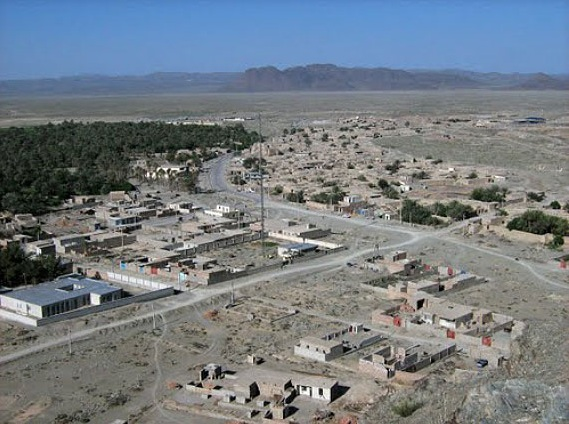
نمای غربی شهر گُشت
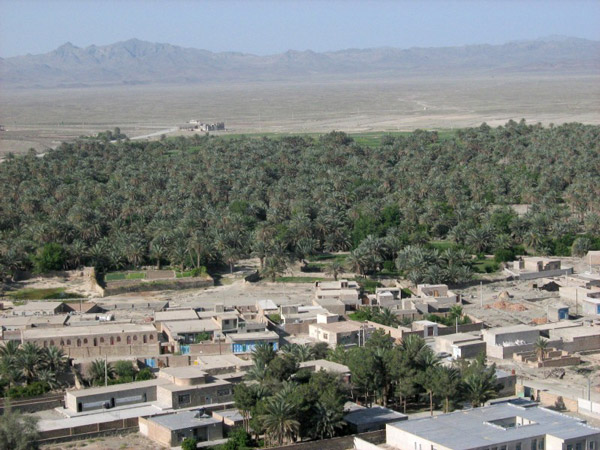
نمایی از نخلستان شهر گُشت
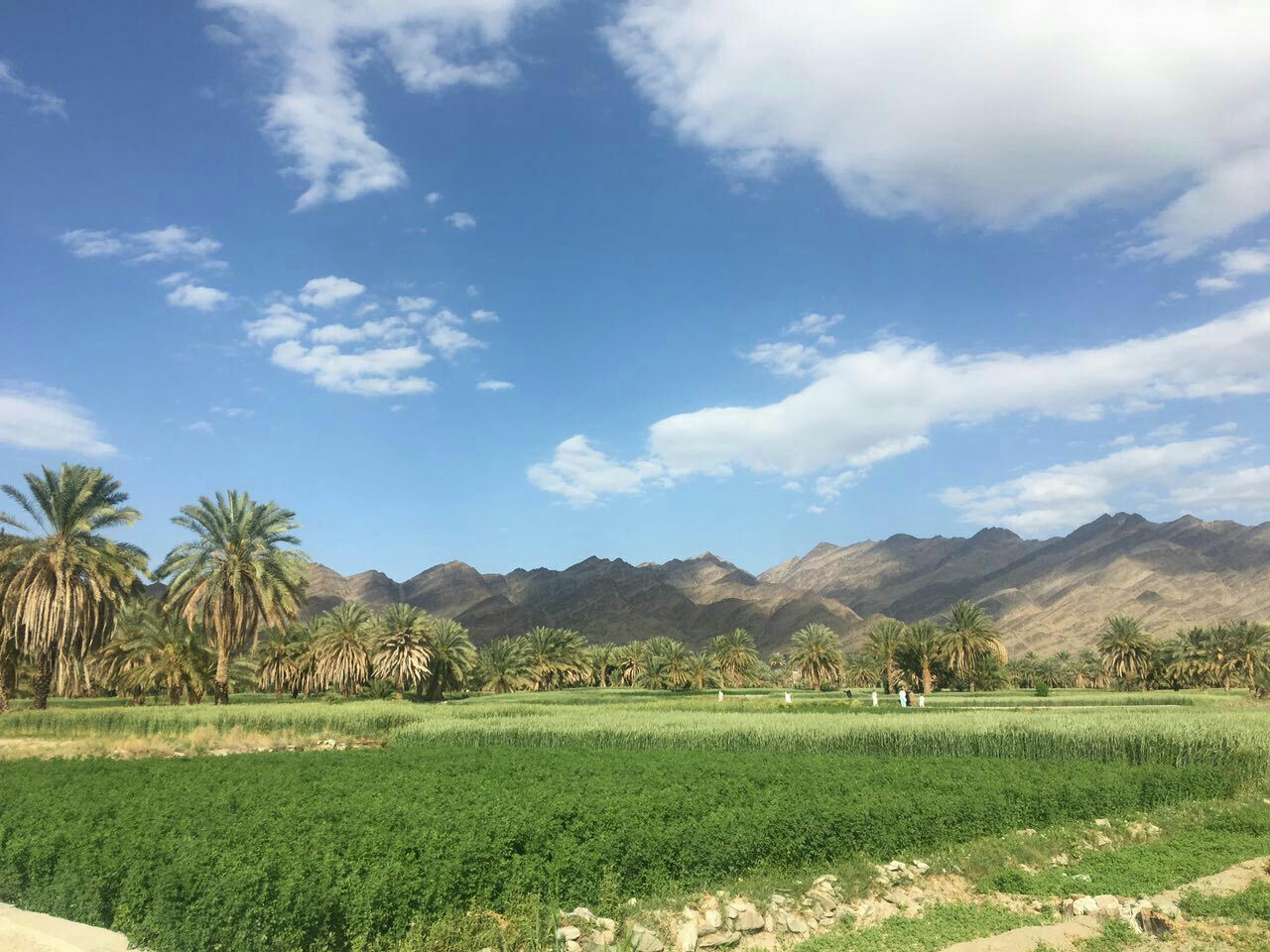
نخلستان گُشت
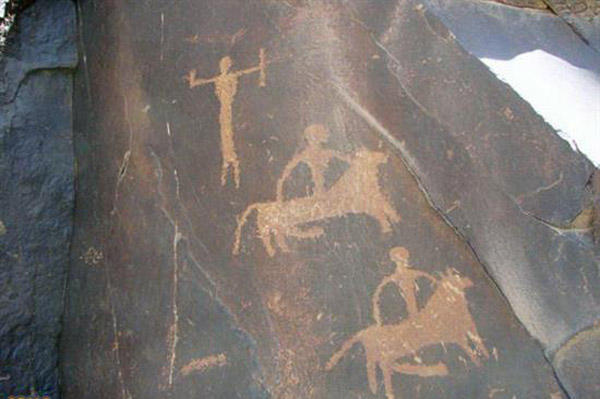
سنگ‌نگاره‌های گُشت
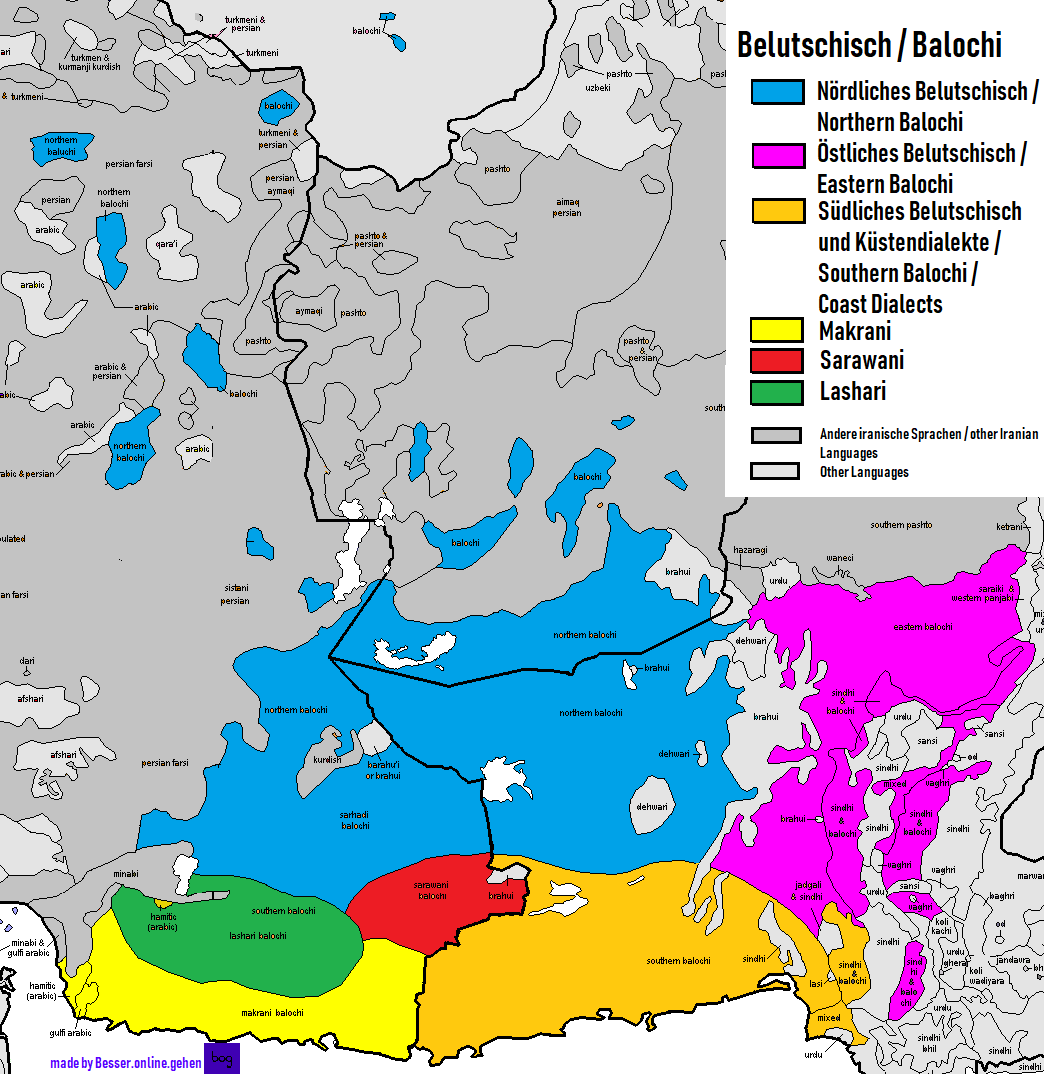
تقسیم بندی گویش‌های زبان بلوچی